# 951 Гаспра
951 Га́спра (951 Gaspra) — астероїд головного поясу, відкритий 30 липня 1916 року, що належить до світлого спектральному класу S. Це був перший астероїд, до якого у 1991 році наблизилась автоматична міжпланетна станція (АМС) «Галілео», що прямувала до Юпітера для дослідження планети та її супутників.
Названо астероїд на честь курортного селища міського типу Гаспра у Криму, що розташоване за 10,5 км на північний захід від Ялти.

## Дослідження
29 жовтня 1991року АМС «Галілео», відправлена NASA в бік Юпітера, пролетіла від Гаспри на відстані 1600 км, зі швидкістю близько 8 км/с. Під час прольоту поблизу астероїда на Землю було передано 57 кольорових знімків, найближчі з яких було зроблено з відстані 5300 км. Найкращі зображення мають роздільну здатність 54 метра на піксель. Область навколо південного полюса не була видимою під час пролітання, все ж «Галілео» вдалось сфотографувати близько 80% поверхні астероїда.

## Орбітальні характеристики

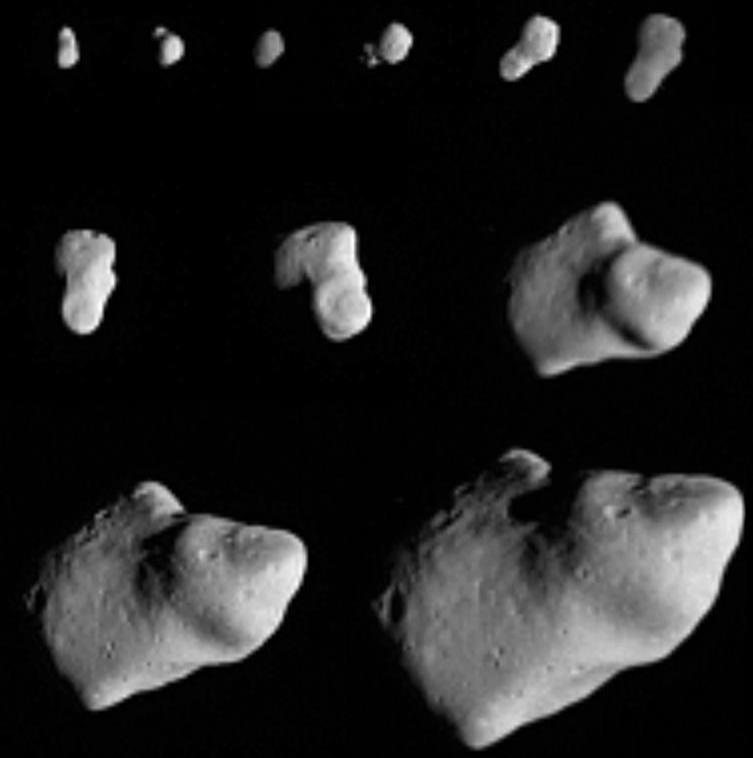
Обертання Гаспри

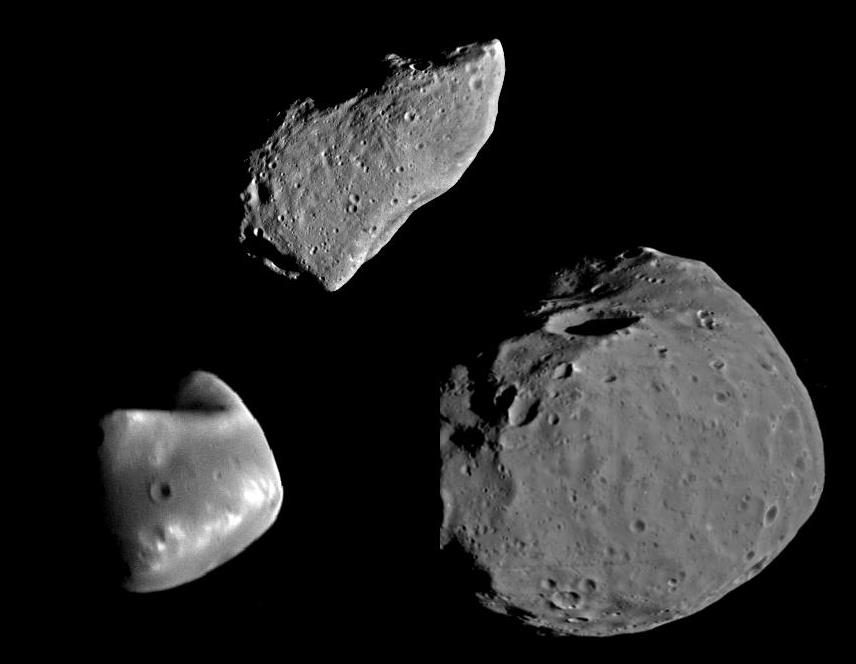
Гаспра (вгорі) і супутники Марса (внизу).

Гаспра рухається у внутрішній частині головного поясу астероїдів, з незначним нахилом до екліптики Сонячної системи. Період обертання навколо Сонця становить близько 3,28 Юліанських років.
Зліва на рисунку зроблено монтаж з 11 зображень, отриманих з АМС «Галілео» у 1991 році, з яких видно, як Гаспра поступово зростала у полі зору космічного апарата. Сонячне світло падає справа. Найвіддаленіший знімок (вгорі, зліва) зроблено з відстані близько 164 тис.км, а самий наближений з відстані 16 тис. км. Гаспра обертається навколо нерегулярної осі. Знімки, наведені на зображенні охопили майже весь період обертання астероїда, що становить приблизно 7 годин.
Орбіта Гаспри не перетинає орбіту Землі.

## Фізичні характеристики
Астероїд Гаспра має неправильну форму, оскільки його маса не є достатньою для утворення тіла сферичної форми. За розмірами астероїд можна порівняти з супутником Марса Деймосом. Форма астероїда дає право зробити припущення, що він міг утворитися як уламок при зіткненні більших небесних тіл. Вік Гаспри оцінюється у 500 млн років.
Поверхню астероїда можна розділити на декілька граней, розділених хребтами. На них видно велику кількість кратерів діаметром до декількох сотень метрів, які вчені поділяють на два типи. Кратери першого типу однозначно визначаються, як результати зіткнень з іншими об'єктами. Їхній вік коливається від 20 до 300 млн років. Кратери типу 2 — це неглибокі впадини, можливо, різного походження. Передбачається, що деякі кратери другого типу є результатом впливу осколків тіл, що сформували кратери першого типу. Молодші кратери є глибшими: співвідношення їх глибини до діаметра становить 1 : 7, у порівнянні з співвідношенням 1 : 5 для інших утворень.

## Список кратерів астероїда Гаспра
| Кратери астероїда Гаспра | Кратери астероїда Гаспра      |
| Кратер                   | Названо на честь              |
| ------------------------ | ----------------------------- |
| Екс-ан-Прованс           | Екс-ан-Прованс, Франція       |
| Алупка                   | Алупка, Україна               |
| Баден-Баден              | Баден-Баден, Німеччина        |
| Бадгаштайн               | Бад-Гаштайн, Австрія          |
| Баньоле                  | Баньоле, Франція              |
| Бат                      | Бат, Велика Британія          |
| Беппу                    | Беппу, Японія                 |
| Бруктон                  | Бруктон, Нью-Йорк, США        |
| Калістога                | Калістога, Каліфорнія, США    |
| Карлсбад                 | Карлові Вари, Чехія           |
| Харакс                   | Харакс, Україна               |
| Хелуан                   | Хелуан, Єгипет                |
| Іштапан                  | Іштапан, Мексика              |
| Кацівелі                 | Кацівелі, Україна             |
| Криниця                  | Криниця-Здруй, Польща         |
| Лісдунварна              | Лісдунварна, Ірландія         |
| Лутракі                  | Лутракі, Греція               |
| Мандал                   | Мандал, Норвегія              |
| Манікаран                | Манікаран, Індія              |
| Марієнбад                | Маріанські Лазні, Чехія       |
| Місхор                   | Місхор, Україна               |
| Морі                     | Морі, Австралія               |
| Рамлеса                  | Рамлеса, Швеція               |
| Ріо-Ондо                 | Термас-де-Ріо-Ондо, Аргентина |
| Роторуа                  | Роторуа, Нова Зеландія        |
| Саратога                 | Саратога, Нью-Йорк, США       |
| Спа                      | Спа, Бельгія                  |
| Таншань                  | Таншань, Китай                |
| Ялова                    | Ялова, Туреччина              |
| Ялта                     | Ялта, Україна                 |
| Зохар                    | Зохар, Ізраїль                |

На Гаспрі виділяють три регіони: Неуймін, Дан та Ейтс.
Оскільки астероїд названо на честь курорту, то і всі кратери на ньому отримали за традицією назви курортів.